# Håkon I.

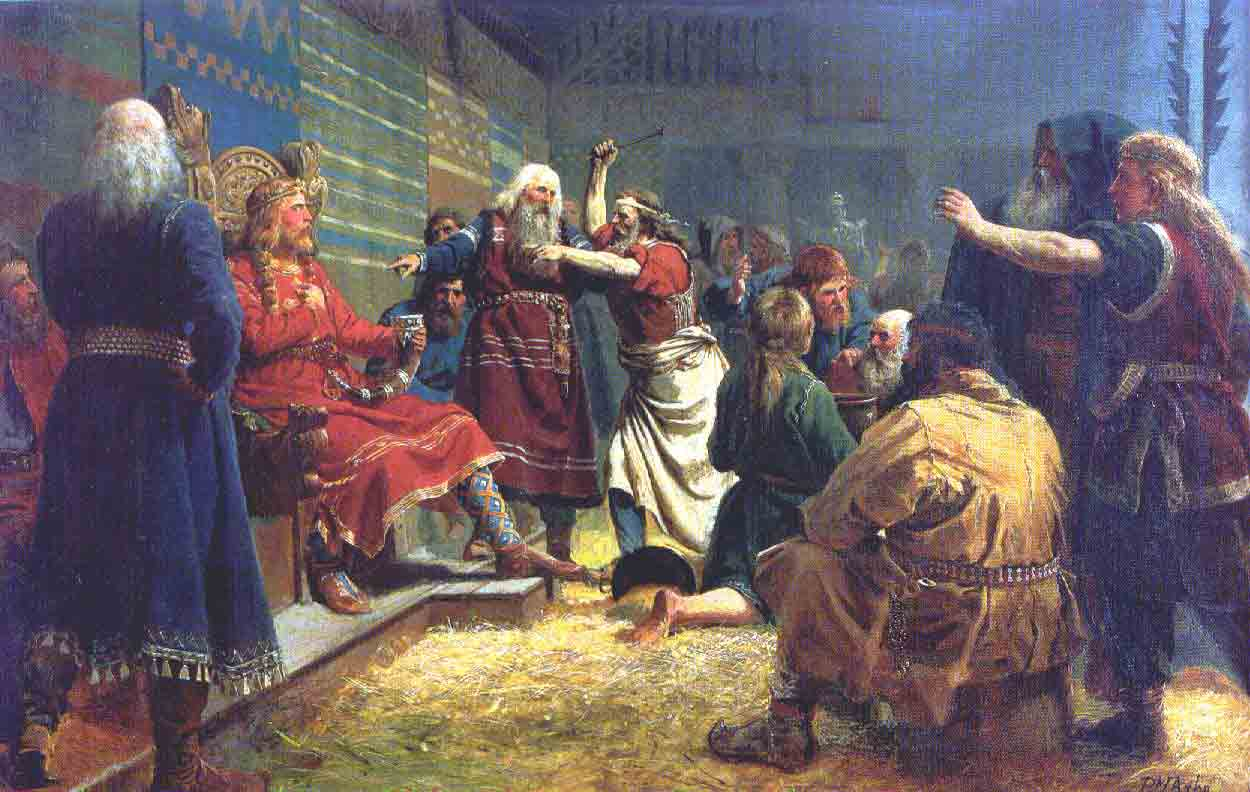
Håkon bei einer Audienz (Historiengemälde aus dem Jahr 1860 von Peter Nicolai Arbo)

Håkon I. der Gute (* um 920; † um 961) war der dritte König Norwegens und einer der jüngsten Söhne von Harald I. Da man über die Söhne Haralds nichts Genaues weiß, ist es nicht sicher, ob er wirklich der jüngste war. Die Herrschaft muss er um 935 gewonnen haben.

## Leben
Von der Mutterseite her war er bei weitem nicht so vornehm wie sein älterer Halbbruder und Vorgänger Erik. Seine Mutter hieß Tora aus Moster in Sunnhordland. Die Sagas sind die Hauptquelle für sein Leben. Sie berichten, Tora sei eine Magd Haralds gewesen, und er habe ihr wegen ihres hohen und schmalen Wuchses den Beinamen mosterstange („lange Stange“, von altnordisch mostr „Menge“) gegeben.
Trotz seiner insoweit geringeren Herkunft wurde er nach Erik gegenüber den übrigen Brüdern mehr gefördert und wurde ein wichtiger Faktor in der Außenpolitik des Vaters. Er wurde zu König Æthelstan nach England geschickt, damit er dort eine königliche Erziehung erhalte. Deshalb wurde er auch Adalsteinfostre genannt (fostre = Ziehsohn). So wurde er mit den Innenverhältnissen eines christlichen Reiches, das zu den vornehmsten in Westeuropa zählte, bekannt und wurde auch selbst Christ. Der englische König erzog ihn in christlicher Tradition und stellte ihm nach der Nachricht des Todes seines Vaters Schiffe und Truppen für einen Zug gegen seinen Halbbruder Erik I. Blutaxt (Eiríkr blóðøx), der als neuer König ausgerufen worden war, zur Verfügung. Nach seiner Ankunft in Norwegen gewann er die Unterstützung der Landbesitzer, indem er ihnen versprach, das Recht auf Besteuerung auf ererbten Grundbesitz aufzugeben, das von seinem Vater in Anspruch genommen wurde.
Snorri lässt ihn ordentlicher Reichskönig mit Herrschaft über Vestland, Oppland und Vik sein. Die zeitgenössischen Skaldengedichte sprechen von ihm nur als König von Vestland und dem Gebiet nördlich davon. Außerdem dürfte Trøndelag und Nordnorwegen unter der Herrschaft von Sigurd Ladejarl und allenfalls sehr indirekt unter Håkon gestanden haben. Sigurd scheint seine beste Stütze bei der Herrschaft gewesen zu sein. Später wurde Sigurd von den Erikssöhnen getötet. Die Gefolgschaft in der Schlacht bei Fitjar, die im Hákonarmál geschildert wird, lässt Rückschlüsse auf seinen tatsächlichen Herrschaftsbereich zu: Das waren die Haløyger und die Holmryger. Es waren sicher mehr, aber die besondere Erwähnung dieser Namen deutet auf die Herrschaftsgrenzen hin. Jedenfalls waren keine Kämpfer aus dem Ostland dabei und Håkon dürfte da auch keine Herrschaft ausgeübt haben.
Die Skalden berichten, dass die Gegner Håkons aus dem Ausland kamen. Im Inneren seines Herrschaftsbereiches sei es friedlich gewesen. Im Gegensatz zu seinem Vater und seinem Bruder Erik, die mit harter Hand regierten, sei er gut mit der Bevölkerung ausgekommen. Seine Feinde waren die Söhne von Erik Blodøks und König Harald Blauzahn von Dänemark, hinter dem auch noch ihre Mutter Gunnhild stand. Als er 950 König wurde, war Harald bereits 15 Jahre im Amt. Zum einen soll Håkon in Dänemark eingefallen sein, dann werden Kämpfe in Avaldsnes auf Karmøy bei Frei in Nordmøre und zum Schluss in Fitjar auf Stord berichtet. Bei diesem Kampf, den das Hákonarmál als Odins strormvær (‚Odins Sturmwetter‘) bezeichnet, wurde Håkon so verwundet, dass er bald starb und seinen Sieg nicht mehr umsetzen konnte. Sogar sein engster Kreis ignorierte seine Religion, so dass das Gedicht Hákonarmál ihn nach Walhall einziehen lässt.
Die Frage der Nachfolge war geregelt, indem seine Söhne ihm nachfolgen sollten. Das norwegische Volk hatte jedoch so durch die Jahre des Kriegs gelitten, dass es die dänischen Invasionstruppen von Harald Blauzahn begrüßte. Er setzte die Söhne Eriks dann als Jarle unter seiner Oberhoheit ein.